# Desmopachria zethus
Desmopachria zethus är en skalbaggsart som beskrevs av Young 1995. Desmopachria zethus ingår i släktet Desmopachria och familjen dykare. Inga underarter finns listade i Catalogue of Life.